# Love, Whitney
Love, Whitney — сборник американской певицы Уитни Хьюстон, выпущенный в Великобритании в 2001 году. Альбом является продолжением мультиплатиновой коллекции суперхитов Уитни — Whitney: The Greatest Hits 2000 года. Love, Whitney — коллекция баллад, которые были популярными многие годы, в которую также вошли 9 песен из лучшей двадцатки синглов певицы.

## Список композиций
| №   | Название                        | Автор(ы)                                                      | Продюсер(ы)                  | Длительность |
| --- | ------------------------------- | ------------------------------------------------------------- | ---------------------------- | ------------ |
| 1.  | «Until You Come Back»           | Бэйбифейс, Дэрил Саймонс                                      | Бэйбифейс                    | 4:55         |
| 2.  | «I Have Nothing»                | Дэвид Фостер, Линда Томпсон                                   | Дэвид Фостер                 | 4:50         |
| 3.  | «Why Does It Hurt So Bad»       | Бэйбифейс                                                     | Бэйбифейс                    | 4:39         |
| 4.  | «You Give Good Love»            | Лала                                                          | Касиф                        | 4:12         |
| 5.  | «All the Man That I Need»       | Деан Питчфорд, Майкл Го                                       | Нарада Майкл Уолден          | 3:57         |
| 6.  | «Where Do Broken Hearts Go»     | Франк Вилдхорн, Чак Джексон                                   | Нарада Майкл Уолден          | 4:38         |
| 7.  | «Just the Lonely Talking Again» | Сэм Диис                                                      | Нарада Майкл Уолден          | 5:33         |
| 8.  | «Exhale (Shoop, Shoop)»         | Бэйбифейс                                                     | Бэйбифейс                    | 3:24         |
| 9.  | «Miracle»                       | Эл Эй Рейд, Бэйбифейс                                         | Эл Эй Рейд, Бэйбифейс        | 5:46         |
| 10. | «For the Love of You»           | О'Келли Исли младший, Рональд Исли, Марвин Исли, Крис Джаспер | Нарада Майкл Уолден          | 5:35         |
| 11. | «Saving All My Love for You»    | Майкл Мэссер, Джерри Гоффин                                   | Майкл Мэссер                 | 3:56         |
| 12. | «Run to You»                    | Аллан Рич, Джад Фридман                                       | Дэвид Фостер                 | 4:27         |
| 13. | «I Believe in You and Me»       | Дэвид Уолферт, Сэнди Линзер                                   | Мервин Уоррен, Уитни Хьюстон | 3:55         |
| 14. | «Didn't We Almost Have It All»  | Майкл Мэссер, Уилл Дженнингс                                  | Майкл Мэссер                 | 4:38         |
| 15. | «All at Once»                   | Майкл Мэссер, Джеффри Осборн                                  | Майкл Мэссер                 | 4:29         |
| 16. | «I Will Always Love You»        | Долли Партон                                                  | Дэвид Фостер                 | 4:23         |